# Александровская волость (Старобельский уезд)
Алекса́ндровская во́лость — историческая административно-территориальная единица Старобельского уезда Харьковской губернии с центром в слободе Александровка.
По состоянию на 1885 год состояла из 14 поселений, 11 сельских общин. Население — 5 453 человек (2 761 мужского пола и 2 692 — женского), 927 дворовых хозяйства.
|                       | Площадь, десятин | В том числе пахотной, дес. |
| --------------------- | ---------------- | -------------------------- |
| Сельских общин        | 3279             | 2185                       |
| Частной собственности | 30338            | 8791                       |
| Другой собственности  | 333              | 163                        |
| В целом               | 33950            | 11139                      |

Поселение волости по состоянию на 1885 год:
- Александровка («Лозная») — бывшая собственническая слобода при реке Лозная в 70 верстах от уездного города, 2 212 человек, 430 дворовых хозяйств, православная церковь, школа, 3 лавки, 2 постоялых двора, паровая мельница, 3 ярмарки в год.
- «Мыс Доброй Надежды» — бывшее собственническое село при реке Лозная, 194 человека, 32 дворовых хозяйства, православная церковь.
- Овчарово («Евтухово») — бывший собственнический хутор при реке Лозная, 752 человека, 136 дворовых хозяйств.

Крупнейшие поселения волости состоянию на 1914 год:
- слобода Александровка — 3 540 жителей;
- хутор Овцеводов — 1 306 жителей.

Старшиной волости был Николай Петрович Шевцов, волостным писарем — Яков Стефанович Духин, председателем волостного суда — Пётр Яковлевич Мосиенко.